# Popis crnogorskih umjetnica
Ovo je popis umjetnica rođene u Crnoj Gori ili čija su umjetnička djela usko povezana s tom zemljom.

## B
- Milanka Bajčetić (rođena 1961.), slikarica i pjesnikinja

## D
- Danijela Drakulović Stamatović (rođena 1976.), slikarica

## T
- Gordana Trebješanin (rođena 1979.), slikarica

## V
- Nina Vukčević (rođena 1976.), slikarica